# Luis Santamaría
Luis Crisanto Santamaría Figueroa (Iriona, 22 novembre 1975) è un ex calciatore honduregno, di ruolo difensore.

## Caratteristiche tecniche
Era un difensore centrale.

## Carriera

### Club
Ha cominciato a giocare al Marathón. Nel 2001 si è trasferito al Real España. Nel 2004 è passato al Motagua. Nel 2005 è stato acquistato dal Marathón. Nel 2008, dopo una breve esperienza in Cina con il Qingdao Jonoon, si è trasferito al Vida. Nel gennaio 2009 è passato al Marathón. Nel 2011 si è accasato al CD Necaxa. Nel 2012 è stato acquistato dall'Atlético Choloma con cui ha concluso, nel 2013, la propria carriera.

### Nazionale
Ha debuttato in Nazionale il 15 novembre 2000, in Saint Vincent e Grenadine-Honduras (0-7), in cui ha messo a segno, al minuto 77, il gol del momentaneo 5-0. Ha partecipato, con la Nazionale, pur senza scendere mai in campo, alla Gold Cup 2007. Ha collezionato in totale, con la maglia della Nazionale, 2 presenze e una rete.

## Statistiche

### Cronologia presenze e reti in Nazionale
| Cronologia completa delle presenze e delle reti in nazionale ― Honduras | Cronologia completa delle presenze e delle reti in nazionale ― Honduras | Cronologia completa delle presenze e delle reti in nazionale ― Honduras | Cronologia completa delle presenze e delle reti in nazionale ― Honduras | Cronologia completa delle presenze e delle reti in nazionale ― Honduras | Cronologia completa delle presenze e delle reti in nazionale ― Honduras | Cronologia completa delle presenze e delle reti in nazionale ― Honduras | Cronologia completa delle presenze e delle reti in nazionale ― Honduras |
| Data                                                                    | Città                                                                   | In casa                                                                 | Risultato                                                               | Ospiti                                                                  | Competizione                                                            | Reti                                                                    | Note                                                                    |
| ----------------------------------------------------------------------- | ----------------------------------------------------------------------- | ----------------------------------------------------------------------- | ----------------------------------------------------------------------- | ----------------------------------------------------------------------- | ----------------------------------------------------------------------- | ----------------------------------------------------------------------- | ----------------------------------------------------------------------- |
| 15-11-2000                                                              | Kingstown                                                               | Saint Vincent e Grenadine                                               | 0 – 7                                                                   | Honduras                                                                | Qual. Mondiali 2002                                                     | 1                                                                       | 77’                                                                     |
| 25-5-2007                                                               | Mérida                                                                  | Venezuela                                                               | 2 – 1                                                                   | Honduras                                                                | Amichevole                                                              | -                                                                       | 69’                                                                     |
| Totale                                                                  |                                                                         | Presenze                                                                | 2                                                                       |                                                                         | Reti                                                                    | 1                                                                       |                                                                         |